# Kyoto-universitetet
Kyoto University (japansk: 京都大学)er et japansk universitet i Kyoto, grundlagt i 1897.

## Fakultet (universitet)
- Lægevidenskab
- Retsvidenskab
- Litteratur
- Pædagogik
- Agronomi
- Naturvidenskab
- Lægemiddelvidenskab